# 石原産業海運美田炭鉱専用鉄道
石原産業海運美田炭鉱専用鉄道（いしはらさんぎょうかいうんみたたんこうせんようてつどう）とは、かつて樺太大泊郡知床村の弥満駅から同美田炭山駅の間を結んでいた石原産業の専用鉄道である。

## 路線
- 路線距離：弥満駅 - 美田炭山駅間：13.8km
- 軌間：762mm

## 沿革
- 1931年（昭和6年）9月：美田炭鉱開山により運行開始[1]。
- 1945年（昭和20年）8月：ソ連軍が南樺太へ侵攻、占領し、駅も含め全線がソ連軍に接収される。
- 1960年代：廃止[2]。

## 駅一覧
| 駅名       | 営業キロ | 接続路線 | 所在地 | 所在地 | 所在地 |
| ---------- | -------- | -------- | ------ | ------ | ------ |
| 弥満駅     | 0.0      |          | 樺太   | 大泊郡 | 知床村 |
| 美田炭山駅 | 13.8     |          | 樺太   | 大泊郡 | 知床村 |